# (38269) Gueymard
(38269) Gueymard est un astéroïde de la ceinture principale.

## Description
(38269) Gueymard est un astéroïde de la ceinture principale. Il fut découvert le 10 septembre 1999 à Needville par William G. Dillon et Keith Rivich. Il présente une orbite caractérisée par un demi-grand axe de 2,99 UA, une excentricité de 0,03 et une inclinaison de 10,4° par rapport à l'écliptique.

## Compléments